# スペースコロニー・アーク
スペースコロニー・アーク(Space Colony ARK)は、セガグループ（セガゲームス、セガ・インタラクティブ）のビデオゲーム『ソニックシリーズ』に登場する架空のスペースコロニー。ラグランジュポイントに浮いており、ジョン・デスモンド・バナールによって提案されたバナール球型のスペースコロニーである。アークは『箱舟』という意味で、最先端の技術を箱舟に乗せ、未来へ向けて飛び立たせていこうという願いから名づけられた。

## 概要
50年前にプロフェッサージェラルドによって建造された、巨大なスペースコロニー。ジェラルドの顔のような形をしており、鼻にあたる部分は光学兵器『エクリプスキャノン』となっている。アーク内は重力が発生しているが、それは遠心力による擬似重力ではないかと思われる(後述の重力コントロールスイッチについては不明)。アークでは連邦政府軍『GUN』の研究チームの依頼で計画された不老不死の研究プロジェクト『プロジェクトシャドウ』が実行されていた。世界最高の頭脳と謳われたジェラルドを中心とした優秀な研究員達は、人々の想像以上の様々な研究成果をあげていった。現在は閉鎖され、GUNの無人機動メカにより厳重に管理されている。
アークには研究員達の生み出した実験体や兵器などが今なお多く残されているが、それらを悪用しようとする者が絶えない。

## アークの主要施設

### エクリプスキャノン(Eclipse Cannon)
アークの中心から宇宙空間に向けて構える巨大な光学式の大砲。発射時には砲身が4つに開いてエネルギーをチャージし、その後中央の穴から強力なレーザー光線を放つ。その威力は月を一瞬にして半壊させることができるほどである。カオスエメラルドをセットすることにより、さらに大きなエネルギーを生み出したり、チャージ時間を短縮できるようになる。Dr.エッグマンやブラックドゥームなどに悪用されてばかりの危険な兵器だが、元々はジェラルドがブラックアームズを、拠点のブラック彗星ごと粉砕するために開発したものである。

### エターナルエンジン(Eternal Engine)
アークの心臓部ともいえる巨大な電源装置が設置されているエリア。故にエリア一帯はとてもセキュリティが高く、レーザー光線が飛び交い、侵入者を宇宙空間へ放り出すための爆弾付きハッチが至る所に設置されている。また、GUNの警備ロボットや人工カオス(後述)が大量に配備されているため、武装なしでの進入は大変危険である。一部エリアは重力の状態が不安定になっている。『ソニックアドベンチャー2』(以降SA2)ではテイルスの最終ステージとして登場。

### キャノンズコア(Cannon's Core)
アークの最深部に当たる中枢で、複数のゲートを通った先にある中心部には闇に包まれた謎の巨大な部屋が存在する。その中にはマスターエメラルドの祭壇に似せられた祭壇が作られており、その本来の目的は未だよく分かっていない(ソニックはカオスエメラルドの力を引き出すために真似て作ったのではないかと推測している)。SA2ではここでバイオリザード(後述)と対決することになる。

### コントロールルーム(Control Room)
アーク内部にとどまらず、外部までも広範囲にわたって監視でき、エクリプスキャノンの操作もできる部屋である。エクリプスキャノンのエネルギー源としてカオスエメラルドをセットするのもこの場所だが、7つ全てをセットするとキャノンズコアにカオスエメラルドが移動し、バイオリザードが目覚めてしまう。SA2ではダークサイド(シャドウ,エッグマン,ルージュ)が活動の拠点として占拠していた。

## アーク周辺の施設

### メテオハード(Meteor Herd)
アークの周辺に浮かぶ施設。SA2ではナックルズの最終ステージとして登場。地下にはマグマがたまっており、様々な開発工事が行われている。中央にはボーリングのための鉄塔、上空にはコンテナ地帯や小隕石地帯などが存在する。

### マッドスペース(Mad Space)
アークの周辺に浮かぶ小惑星地帯の総称。SA2ではルージュの最終ステージとして登場。強力な引力を発する『マンマル星』、カプセルのような形をした『カプセル星』、引力のない『ポッカリ星』などが浮かんでいる。様々な強さの引力を発する星が所狭しと集結しているために、周辺の空間の状態が非常に不安定になっている。その影響かヒントモニターも正常に作動しておらず、全くのデタラメを表示している。なお、落下するとファイナルラッシュ、ファイナルチェイス同様燃えてしまう。

## 関連ステージ

### クレイジーガジェット(Crazy Gadget)
様々な機械装置が取り付けられている通路のようなエリア。SA2ではソニックがエッグマンの元へ向かうために駆け抜ける。重力コントロールスイッチ(後述)や、物体を超高速で転送するための装置などが多数存在する。

### ファイナルラッシュ(Final Rush)
アークの外部エリア。SA2ではソニックの最終ステージとして登場。いたるところに通路が浮いており、それらの間をグラインドレールが縦横無尽にめぐっている。宇宙空間をジェットコースターのように駆け抜けるという最高の爽快感が味わえるが、誤って落下すると成層圏で燃えてしまう非常に危険なエリアでもある。

### ロストコロニー(Lost Colony)
アーク内部・コントロールルーム付近のエリア。SA2ではエッグマンがコントロールルームを目指して通り抜ける。50年もの間封鎖されていたため電源装置は切られている。その暗さゆえ、通路からの落下によるミスがおきやすい。GUNの無人動機動メカを撃墜したときに発される光でかすかに明るくなるが、それでも数秒ほどで再び暗闇に包まれる。

### コズミックウォール(Cosmic Wall)
アークの外部エリア。SA2ではエッグマンの最終ステージとして登場。ファイナルラッシュのエリアからは遠いらしく、グラインドレールはあまり見かけられない。かなり重力が弱く、軽いホバリングで上昇することが可能である。

### ファイナルチェイス(Final Chase)
アークの外部エリアで、ファイナルラッシュと非常に似た地形をしている。ファイナルラッシュと唯一異なるのは引力を発する柱があること。いったん引き寄せられてしまうとジャンプしてもなかなか抜け出せず、思い通りに進むのは困難である。ファイナルラッシュ同様、地球へ向かって落下すると燃えてしまう。SA2でシャドウがソニックと直接対決しようと音速で駆け抜ける最後のステージである。ファイナルラッシュとは正反対の方向にある。

### スペースガジェット(Space Gadget)
SA2に登場するクレイジーガジェットのアーク外部分で、アークのエネルギー施設・防衛装置があるエリア。『SHADOW THE HEDGEHOG』(以降シャドゲ)でシャドウがソニックと共に駆け抜ける。クレイジーガジェットにはあった高速移動装置は存在しない。

### ジ・アーク(THE ARK)
SA2に登場するコズミックウォールやファイナルラッシュと似たような地形をしている。シャドゲではシャドウがアークの防衛装置を破壊するために飛び回る。

### コズミックフォール(Cosmic Fall)
スペースガジェット同様アークのエネルギー施設があるエリア。最深部にはアークのコンピュータールームがある。シャドゲではブラックアームズの襲撃によって崩れ落ちてゆくアークの中を突き進む際、シャドウがこのエリアを駆け抜ける。

## プロジェクトシャドウの研究成果

### シャドウ・ザ・ヘッジホッグ (Shadow The Hedgehog)
研究に研究を重ね生み出された真の究極生命体。プロジェクトシャドウによって生み出されたハリネズミのような生命体のため、シャドウ・ザ・ヘッジホッグと名づけられた。

### バイオリザード (Biolizard)/ファイナルハザード (Finalhazard)
「プロジェクト・シャドウ」の過程で誕生した、究極生命体のプロトタイプ。凶暴かつ生命維持装置に頼らなければ生きられない失敗作。巨大なトカゲのような姿をしている（lizardは英語でトカゲの意）。背中の生命維持装置がそのまま弱点となっている。SA2ではラスボスとしてソニックとシャドウの前に立ちはだかることになる。

### カオスドライブ (Chaos Drive)
いわゆる永久燃料である。赤・黄・緑・紫の4色があり、主にGUNの無人機動ロボットに内蔵されている。SA2ではチャオに与えることによりチャオの身体能力を上昇させることができる。

### 人工カオス (Artificial Chaos)
チャオの突然変異体"カオス"をモデルに作られた、抗質流体ボディを持つ拠点防衛メカ。ブラックアームズがアークに攻め込んできたときに施設を護るためジェラルドが開発した。頭部にカオスドライブを内蔵してあり、それ故頭部が弱点にもなっている。定点にとどまり触手で攻撃してくるタイプ、移動しながらレーザー光線を放ってくるタイプなど、様々なバリエーションがある。

### 重力コントロールスイッチ (Gravity Control Switch)
矢印で示された方向に重力を発生させる装置。装置のほとんどはレバーを引くと作動する。SA2のクレイジーガジェットや『シャドウ・ザ・ヘッジホッグ』のスペースガジェットでは重力を駆使して目的地へ進攻することになる。

## 音楽
- Meteor Herd(SA2) - Space Trip Steps
- Eternal Engine(SA2) - On The Edge
- Crazy Gadget(SA2) - Unstable World
- Final Rush(SA2) - Highway In The Sky
- Lost Colony(SA2) - Trespasser
- Mad Space(SA2) - 34°n,12°e
- Cosmic Wall(SA2) - Soarin' Over The Space
- Final Chase(SA2) - The Supernatural
- Cannon's Core(Part Tails&Eggman)(SA2) - Scramble For The Core
- Cannon's Core(Part Rouge&Knuckles)(SA2) - Cooperation
- Cannon's Core(Part Sonic)(SA2) - Deep Inside of...
- The DOOM(シャドゲ) - THE DOOM
- Space Gadget(シャドゲ) - SPACE GADGET
- The ARK(シャドゲ) - THE ARK
- Lost Impact(シャドゲ) - LOST IMPACT
- Cosmic Fall(シャドゲ) - COSMIC FALL

## 登場作品

### ビデオゲーム
- ソニックアドベンチャー2

アークが初登場した作品。
シャドウと、彼によって導かれたエッグマン、そして彼らの後を追って潜入したルージュの3人が、世界征服の拠点として目覚めさせた。
エッグマンの世界征服宣言の際、見せしめとしてエクリプスキャノンを月に発射。同時に、地上へのエクリプスキャノン発射までのカウントダウンが提示される。
ヒーローサイドでは、アークに侵入したソニックたちの活躍により、地上へのエクリプスキャノン発射は失敗している。
ダークサイドでは、ソニック達の反撃にもかかわらず、エッグマンが最後のカオスエメラルドをアークにセット。しかし、エクリプスキャノンは作動しなかった。
ラストエピソード冒頭におけるジェラルドのセリフにより、アークが27分53秒後に地上に衝突することが明らかとなった。
しかしソニック、エッグマンたちの活躍により、マスターエメラルドの力によってカオスエメラルドの暴走を止めることに成功。
その後エクリプスキャノン砲身にしがみついてアークを落下させようとするファイナルハザードをスーパー化したソニックとシャドウが撃破。
ソニックとシャドウ、2人が力を合わせて発動したカオスコントロールによってアークは元の位置へ引き戻されたが、シャドウはスーパー化に耐え切れず落下してしまう（当初は死亡したと思われたがソニックヒーローズにて記憶は喪失しているものの生還していることが確認されている）。
余談だが、大気圏突入時に、ジェラルドの髭を模したパーツが衝撃に耐えきれずにコロニー本体から分離しているが、元の位置に引き戻された時は何事も無かったかのように元通りになっている。
- シャドウ・ザ・ヘッジホッグ

SA2以降、2番目の登場となる。
SA2以後エッグマンが根城にしていたらしく、アークから自らエッグマン艦隊を出撃させた。
また、シャドウによる回想シーンでは、人工カオス暴走とGUNの侵入が描かれている。
ストーリー分岐によっては、崩壊するアークから脱出するステージも用意されている。

### テレビアニメ
- ソニックX

SA2にほぼ忠実だが、この作品ではソニックの住む世界（パラレルワールド）ではなくクリスの世界（現実世界）にある。
50年前の13代目大統領政府により意図的にプロジェクトシャドウの記録が破棄され、処分出来なかったシャドウの存在が判明するまでは現政府すら詳細は知らされておらず、機密を守るために大統領にすら極秘の軍内部の秘密組織によりアーク内で起きた事件の詳細を知ろうとする者が数多く命を奪われている。
また原作でマリアを撃った人物にあたる元GUNの兵士の老人が登場しており、シャドウを逃がそうとしたマリアを止めようとしたが、命令を聞かず結局逃がしてしまった彼女をやむを得ず撃ってしまったことを後悔するなどゲーム以上にシリアスになっている。
最終的には秘密組織は逮捕されゲーム同様の形で終結している。